# Осічний Дмитро Павлович
Дмитро́ Па́влович Осічни́й (28 вересня 1885, село Кобаки — 26 листопада 1962, село Кобаки) — український радянський поет.

## Життєпис
Народився Дмитро Осічний 20 вересня 1885 року в селянській родині в селі Кобаки на Прикарпатті, в Австро-Угорської імперії. Працюючи на землі, він самотужки вчиться, вільний час віддає читанню літератури. Українською літературою йому допомагав Марко Черемшина, що став його літературним вчителем. Друкуватися почав 1909 року. 1914 року був мобілізований до австро-угорської армії. Познайомившись на фронті з українцями з Російської імперії, при першій нагоді здався у полон російським військам. У Російській імперії познайомився з літературним надбанням російських й українських класиків.
Повернувшись після війни на батьківщину зв'язався із літературним об'єднанням «Горно». Друкувався у газетах і журналах «Зеркало», «Вікна», «Нові шляхи» та «Плуг». Поезія присвячена тяжкій праці на землі та проблемам селянської бідноти, польській політиці пацифікації. Привітав радянську окупацію 1939 року рядом віршів, які пізніше були покладені на музику і стали піснями. За радянських часів написав спогади про Марка Черемшину та Івана Франка. За життя поета було видано дві поетично-прозаїчні збірки творів: «Де шум потоків і смерек» (1957) і «Думи верховинця» (1962), та одна посмертна «Довбушева криниця» (1973).
Помер 26 листопада 1962 року. Похований у рідному селі.